# Millennium Foundation
La Fundación Millenium es una fundación suiza sin ánimo de lucro, fundada en noviembre de 2008 para crear nuevos métodos de financiar sistemas de salud en países en vías de desarrollo. Basada en Geneva, Suiza, la Fundación Milenio tiene por objetivo asegurar que se alcanzarían todos los compromisos internacionales de mejorar la asistencia sanitaria por proyectos de financiación innovadora. Su primero proyecto, llamado MASSIVEGOOD, se lanzó el 4 de marzo y les proporcionará a viajeros la oportunidad de añadirle una micro-donación de $2, €2 o £2 a la compra de una reserva de viajes. Todos los ingresos se utilizarán en la lucha contra la VIH/sida, malaria y tuberculosis.

## Misión y Actividades
En 2000 las Naciones Unidas acordaron lograr ocho objetivos de desarrollo internacional antes de 2015, los Objetivos de Desarrollo del Milenio. Tres de los objetivos están relacionados con la salud: curar las enfermedades, incluso la VIH/sida, malaria y tuberculosis; reducir la mortalidad de los infantes; y mejorar la salud materna. Pese a compromisos a los tres objetivos y más fondos para investigación, la VIH/sida, malaria y tuberculosis aún tienen consecuencias espantosas, humanas y económicas, en los países en vías de desarrollo. Official Development Assistance has been increasing in the past few years but cannot keep up with the damage done by the economic crisis on low- and middle-income countries. Para cruzar la diferencia en financiación, la comunidad internacional ha examinado nuevos métodos